# Поплітник панамський
Поплі́тник панамський (Cantorchilus elutus) — вид горобцеподібних птахів родини воловоочкових (Troglodytidae). Мешкає в Коста-Риці і Панамі. Раніше вважався конспецифічним з садовим поплітником.

## Опис
Довжина птаха становить 12-14 см. Голова і верхня частина тіла сірувато-коричневі, надхвістя рудувате. Першорядні і другорядні перак коричневі, поцятковані нечіткими темними смужками, хвіст рудувато-коричневий, поцяткований темними смужками. Над очима тонкі білі "Брови", через очі ідуть сірувато-коричневі смуги, щоки поцятковані темно-сірувато-коричневими і сірувато-білими плямками. Горло біле, груди блідо-сіруваті, живіт сірувато-білий, боки і гузка охристро-коричневі. Дзьоб зверху чорний, знизу сіруватий, лапи сизі або тьмяно-сірі.

## Поширення і екологія
Панамські поплітники мешкають на південному заході Коста-Рики і в Панамі. Вони живуть у вологих тропічних лісах, на узліссях, у вторинних раростях і садах. Зустрічаються парами, на висоті до 2000 м над рівнем моря. Живляться комахами. Сезон розмноження триває з січня по вересень. Гніздо кулеподібне з бічним входом, в кладці 2 білих яйця. Інкубаційний період триває 18 днів, пташенята покидають гніздо через 14 днів після вилуплення. 